# Фаховий коледж інформаційних технологій Національного університету «Львівська політехніка»
Фаховий коледж інформаційних технологій Національного університету «Львівська політехніка» — вищий навчальний заклад України I—II рівнів акредитації, розташований у Львові. Коледж володіє матеріально-технічною базою для підготовки фахівців у галузі інформаційних технологій, проводить дослідження з впровадження нових форм та методів навчання.

## Історія
Фаховий коледж інформаційних технологій Національного університету «Львівська політехніка», створений на початку квітня 1945 року, як львівський технікум зв'язку. Відповідальним за створення навчального закладу був призначений Сорокін П. І. і вже 27 травня 1945 року Рада Народних Комісарів СРСР видає розпорядження № 8024 про організацію Львівського електротехнікуму зв'язку. Першим директором стає Якунін П. Н., а під навчальний корпус виділено приміщення на тодішній вул. 17 Вересня (нинішня вул. Січових Стрільців), 7. У 1948 році відбувся перший випуск за спеціальністю «Міжміський телефонний зв'язок» і склав 19 осіб.
Під час керівництва навчальним закладом Фатуєва К. І. (1952—1973 роки), розпочато будівництво навчального та лабораторного корпусів на тодішній вулиці Артема, 12 (нині — вул. Володимира Великого), а за наступного директора Гуцалова Є. Ф. (1973—1976 роки) — завершено будівництво навчальних корпусів. У 1976 році директором Львівського електротехнікуму зв'язку призначається Свинаренко Сергій Демидович. У 1980-х роках серед 48 галузевих навчальних закладів Міністерства зв'язку СРСР технікум став потужним навчальним центром з підготовки спеціалістів зв'язку.
З 1993 по 2003 роки навчальний заклад очолює Єнкало Володимир Михайлович. У цей час педагогічний колектив технікуму розробляє навчальну документацію і вперше в Україні відкриває спеціальність «Технічне обслуговування та ремонт апаратури зв'язку і оргтехніки». У 1998 році — вищий навчальний заклад першого рівня акредитації і отримує ліцензію на підготовку фахівців за напрямом «Телекомунікації», а 2000 року — ліцензію на підготовку фахівців за спеціальністю «Обслуговування комп'ютерних та інтелектуальних систем і мереж». 
У листопаді 2002 року навчальний заклад переходить у підпорядкування Державного університету інформаційно-комунікаційних технологій як Львівський технікум ДУІКТ. З 2003 по лютий 2021 року навчальний заклад очолює Дещинський Юрій Леонтійович.
17 травня 2004 року технікум реорганізований у Львівський коледж Державного університету інформаційно-комунікаційних технологій. З 1 січня 2012 року перейшов у підпорядкування Міністерства освіти і науки, молоді та спорту України (нинішнє Міністерство освіти і науки України). На базі технікуму відкривається навчально-консультаційний пункт з підготовки бакалаврів за заочною формою навчання університету. Створюються умови для наскрізної підготовки фахівців за напрямом «Телекомунікації»: молодший спеціаліст – бакалавр – спеціаліст. З червня 2013 року Львівський коледж — структурний підрозділ Державного університету телекомунікацій.
12 листопада 2018 року Львівський коледж Державного університету телекомунікацій розпочинає процес входження в структуру Національного університету «Львівська політехніка» як коледж телекомунікацій та комп'ютерних технологій НУ «Львівська політехніка». З 2 січня 2019 року згідно Наказу Міністерства освіти і науки України № 1-1-10 Львівський коледж Державного університету телекомунікацій увійшов в структуру Національного університету «Львівська політехніка» як відокремлений структурний підрозділ із назвою Відокремлений структурний підрозділ «Коледж телекомунікацій та комп'ютерних технологій Національного університету „Львівська політехніка». 
9 лютого 2021 року згідно Наказу НУ «Львівська політехніка» № 392-3-10 від 5 лютого 2021 року виконувачем обов'язків директора ВСП «Фаховий коледж телекомунікації та комп'ютерних технологій» НУ «Львівська політехніка» призначений доктор технічних наук, професор кафедри телекомунікації НУ «Львівська політехніка» Романчук Василь Іванович.

## Освітньо-професійні програми
- Мережні технології та інтернет речей;
- Інжиніринг та програмування в інфокомунікаціях;
- Комп'ютерні науки;
- Комп'ютерна інженерія;
- Телекомунікації та комп'ютерні технології;
- Інформаційна, бібліотечна та архівна справа.

## Відомі випускники
- Бугрій Ігор Миколайович — український краєзнавець.
- Марценюк Валерій Пантелеймонович — український письменник, журналіст, науковець.
- Онопенко Василь Васильович —  український політик та правник. Голова Верховного Суду України у 2006—2011 роках.
- Проживальський Олег Петрович — міністр зв'язку України у 1992—1995 роках, Почесний зв'язківець України, Заслужений працівник сфери послуг України.
- Скаковський Роман Миколайович — український військовик, старшина ЗСУ. Учасник війни на сході України. Загинув у боях за Луганський аеропорт.